# Адам ледоломак
„Адам ледоломак“ је југословенски филм из 1990. године. Режирао га је Златко Лаванић, а сценарио је писао Душко Трифуновић.

## Улоге
| Глумац            | Улога  |
| ----------------- | ------ |
| Давор Дујмовић    |        |
| Заим Музаферија   | Високи |
| Мустафа Надаревић |        |
| Радмила Живковић  |        |